# 귀신이 산다
《귀신이 산다》(Ghost House)는 대한민국의 공포, 코미디, 판타지 영화이다. 2004년 9월 19일에 개봉되었다.

## 줄거리
필기(차승원)는 마침내 돌아가신 아버지의 소원을 이루어 드릴 충분한 돈을 모았다. 그는 자기 소유의 집을 살 수 있게 된 것이다. 그러나 새 집으로 이사온 후, 그는 이전 거주자 중 한 명인 폴터가이스트에게 시달리는데, 폴터가이스트는 집이 자기 것이라고 주장하며 그를 쫓아내려 한다. 하지만 필기는 꿈을 그렇게 쉽게 포기하지 않는다. 그는 경찰을 부르고, 친구들을 초대해 하룻밤을 묵게 하며, 구마 의식을 시도한다. 그 어떤 것도 통하지 않는다. 폴터가이스트의 공격 중 번개를 맞아 병원에서 깨어난다. 결국 그는 집을 파는 것이 최선이라고 결정하지만, 돌아와보니 자신을 괴롭히던 유령을 볼 수 있게 된다. 그녀는 자신의 이름이 연화(장서희)라고 밝히고, 이제 덜 겁에 질린 필기는 그녀와 대화하며 머무르기로 결정한다. 하지만 그 부지에 새 호텔을 짓고 싶어하는 투자자가 필기에게 집을 사겠다는 제안을 한다. 이제는 연화가 두려워할 차례이다. 그녀는 그에게 집을 팔지 말라고 애원하며 자신의 인생 이야기를 들려준다. 필기는 그녀가 집을 지킬 수 있도록 돕겠다고 맹세한다.

## 등장인물

### 주인공
- 박필기 : 강산 → 함주원 → 강민상 → 차승원
- 이연화 : 장서희

### 주변 인물
- 수경 : 손태영
- 장길복 반장 : 장항선
- 악덕 부동산 업자 백 사장 : 진유영
- 박기태 : 장현성
- 필기 부 : 윤문식
- 부동산 중개인 : 김응수
- 슈퍼 여주인 : 황석정

### 그 외 인물
- 노작업공 : 김완식
- 김 경장 : 윤제문
- 해병대 동기 : 한대석, 방정식, 박성웅
- 스님 : 김대호
- 무당 : 김경애
- 백 사장 비서 : 오정세
- 조선소 후배 : 김학규
- 포장마차 여주인 : 김경란
- 할머니 귀신 : 한순례
- 버스 기사 : 손진환
- 버스 승객 귀신 : 최대웅, 김대환, 강재병
- 중년 남 : 이종래
- 중년 부인 : 방인혜
- 순경 : 박순갑
- 경찰 : 최익준
- 귀신들린 남자 : 이상홍
- 구청 직원 : 이경근
- 전원주택 부인 : 이유신
- 간호사 : 김서현
- 여자 귀신 : 고서령
- 조선소 소장 : 임훈식
- 주인 남 : 김훈수
- 파출소 소장 : 문용철
- 파출소 의경 : 조정희
- 단란주점 취객 : 최돈규
- 아파트 취객 : 양한석
- 경찰서 꼬마 귀신 : 이재동
- 슈퍼 꼬마 귀신 : 김기은
- 슈퍼 아줌마 손님 : 하종란
- 중학교 남학생 1 : 김현수
- 중학교 남학생 2 : 이종화
- 구조대원 1 : 변경수
- 구조대원 2 : 최수영
- 중년 여자 귀신 : 최현숙
- 중년 남자 귀신 : 정일훈
- 파출소 아줌마 : 황연희
- 손발귀신 : 김양진
- 순경들 : 김진혁, 김예룡
- 파출소 패거리 : 태인호, 최유리, 김병준, 원미나, 장승헌, 김성미, 김동균, 이동욱
- 무당들 : 김형식, 임상란, 천신도사, 김기자
- 아파트 취객 : 최기웅
- 버스 승객 : 임경호, 장정순
- 해병대 동기 : 류성열, 유대현
- 대포집 취객 : 김정우
- 야구하는 귀신 : 김민영
- 의사 : 김상진

### 특별출연
- 박영규
- 이정헌
- 장항준

## 제작진
- 감독 : 김상진
- 조감독 : 김안나
- 연출부 : 정찬석, 유대현, 임경호
- 기록 : 김윤희, 고경아
- 각본 : 장재영
- 각색 : 장항준
- 촬영 : 이기원
- 촬영부 : 임호상, 정해근, 박장혁, 이상구
- 조명 : 최성원
- 조명부 : 박민수, 이성문, 배경섭, 홍의수, 김윤희
- 기획 : 강우석
- 프로듀서 : 이민호
- 제작실장 : 백선희
- 제작부장 : 김진휘
- 제작부 : 김민영, 이재은, 김정우, 김지영, 고두현
- 제작관리 : 최선희, 이성진
- 동시녹음 : 오세진
- 음악 : 손무현
- 미술 : 오상만
- 특수효과 : 정도안, 유영일
- 시각효과 : 투엘필름(주)
- 분장 : 김진숙
- 의상 : 장효정
- 편집 : 고임표
- 스틸 : 왕명호, 손희정
- 무술감독 : 유상섭 (서울액션스쿨)
- 특수분장 : 신재호 (메이지)
- 미술팀 : 이요한, 이봉환, 안수진, 전미화, 이태훈, 윤정욱, 김형민
- 세트팀장 : 김보관
- 의상팀 : 장준희, 김소라, 이윤정, 전경애
- 분장팀 : 장정순, 강혜정
- 동시녹음팀 : 김성훈, 김해석, 박유진
- 예고편 : 줌
- 홈페이지 : 카인드인포
- 포스터사진 : 손기철
- 현상 : 세방현상소
- 텔레시네 : 한재민 (헐리우드필름레코더)
- 색보정 : 이용기
- 메이킹 : 조용관, 조정민, 유종규 (M&M)
- 마케팅책임 : 황지현, 홍보
- 마케팅 : 이노기획
- 현장편집 : 손희창
- 특수장비 : 정일서, 황창기, 정훈
- 카메라 : 신영필름
- 필름공급 : 홍성곤
- 텔레시네/운송 : 최기웅
- 텔레시네/운송 : 김성구
- 특수영상조감독 : 백상열
- 캐스팅지원 : 양창용, 박성희, 노은주
- 온라인마케팅 : 모비존

## 미디어
- 《귀신이 산다》OST — 2004년 11월 3일 발매
- 《귀신이 산다》DVD — 2004년 12월 발매

## 사운드 트랙
| #   | 제목                         | 가수   | 재생 시간 |
| --- | ---------------------------- | ------ | --------- |
| 1.  | 〈아이러니 (Irony)〉         | 김기원 |           |
| 2.  | 〈박필기! 집 사다〉          | 손무현 |           |
| 3.  | 〈필기의 회상 1〉            | 손무현 |           |
| 4.  | 〈첫 번째 기운〉             | 손무현 |           |
| 5.  | 〈두 번째 기운〉             | 손무현 |           |
| 6.  | 〈귀신이 산다 (Main Theme)〉 | 손무현 |           |
| 7.  | 〈완패〉                     | 손무현 |           |
| 8.  | 〈해프닝〉                   | 손무현 |           |
| 9.  | 〈반격, 그러나〉             | 손무현 |           |
| 10. | 〈필기의 회상 2〉            | 손무현 |           |
| 11. | 〈첫 대면〉                  | 손무현 |           |
| 12. | 〈망연자실〉                 | 손무현 |           |
| 13. | 〈귀신이 보인다〉            | 손무현 |           |
| 14. | 〈Ghost Blues〉              | 손무현 |           |
| 15. | 〈연화의 일상생활〉          | 손무현 |           |
| 16. | 〈이별〉                     | 손무현 |           |
| 17. | 〈방화〉                     | 손무현 |           |
| 18. | 〈귀신은 내친구〉            | 손무현 |           |
| 19. | 〈중장비들의 습격〉          | 손무현 |           |
| 20. | 〈설득...귀신들의 축제〉     | 손무현 |           |
| 21. | 〈드디어 만남〉              | 손무현 |           |
| 22. | 〈Epilogue〉                 | 손무현 |           |

## 같이 보기
- 흉가